# 그리니치 컨트리 데이 스쿨

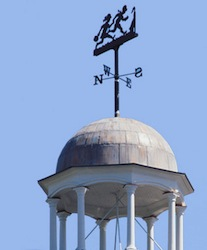

그리니치 컨트리 데이 스쿨(Greenwich Country Day School)은 미국 코네티컷 주 그리니치에 있는 사립 9년제 초중고등학교이다.

## 개교
이 학교는 1926년 첫 개교되었다.

## 유명 출신자
조지 부시 1세 前 미국 대통령이 이 학교 출신이다.